# Sturzeni, Rîșcani
Sturzeni este un sat din raionul Rîșcani, Republica Moldova.

## Demografie
În anul 1997, populația satului Sturzeni a fost estimată la 1.524 de cetățeni. Conform datelor recensământului din anul 2004, populația satului constituie 1.526 de oameni, 47,44% fiind bărbați iar 52,56% femei. Structura etnică a populației în cadrul satului arată astfel: 98,23% – moldoveni/români, 0,79% – ucraineni, 0,59% – ruși, 0,33% – găgăuzi, 0,07% – alte etnii. În același an au fost înregistrate 613 de gospodării casnice, cu mărimea medie de 2,5 persoane. Gospodăriile casnice erau distribuite, în dependență de numărul de persoane ce le alcătuiesc, în felul următor: 31,32% – 1 persoană, 27,08% – 2 persoane, 14,36% – 3 persoane, 19,74% – 4 persoane, 5,06% – 5 persoane, 2,45% – 6 și mai multe persoane.

## Administrație și politică
Componența Consiliului local Sturzeni (9 consilieri), ales la 5 noiembrie 2023, este următoarea:
|  | Partid                                       | Consilieri | Componență | Componență | Componență | Componență | Componență | Componență |
|  | -------------------------------------------- | ---------- | ---------- | ---------- | ---------- | ---------- | ---------- | ---------- |
|  | Partidul Socialiștilor din Republica Moldova | 6          |            |            |            |            |            |            |
|  | Partidul Acțiune și Solidaritate             | 1          |            |            |            |            |            |            |
|  | Partidul Social Democrat European            | 1          |            |            |            |            |            |            |
|  | Partidul Comuniștilor din Republica Moldova  | 1          |            |            |            |            |            |            |